# Jezioro Małe (powiat czarnkowsko-trzcianecki)
Jezioro Małe – jezioro w woj. wielkopolskim, w powiecie czarnkowsko-trzcianeckim, w gminie Wieleń, leżące na terenie Kotlinie Gorzowskiej, leżące na terenie Puszczy Noteckiej w pobliżu Miałów (na wschód od wsi).
Jezioro jest częścią łańcucha jezior mialskich – od strony zachodniej połączone kanałem z Jeziorem Wielkim, a od wschodniej z jeziorem Książe.

## Dane morfometryczne
Powierzchnia zwierciadła wody według różnych źródeł wynosi od 6,0 ha do 12,00 ha.
Zwierciadło wody położone jest na wysokości 50,8 m n.p.m.

## Hydronimia
Według urzędowego spisu opracowanego przez Komisję Nazw Miejscowości i Obiektów Fizjograficznych (KNMiOF) zbiornik ten klasyfikowany jest jako zbiornik wodny (sztuczny). W różnych publikacjach zbiornik ten nazywany jest jeziorem.
Państwowy rejestr nazw geograficznych jako nazwę główną zestandaryzowaną podaje Jezioro Małe. PRNG podaje dodatkowo nazwę oboczną tego zbiornika: Szczerki.